# Shigemi Ishii
Shigemi Ishii (jap. 石井 茂巳, Ishii Shigemi; * 7. Juli 1951) ist ein ehemaliger japanischer Fußballspieler.

## Nationalmannschaft
1974 debütierte Ishii für die japanische Fußballnationalmannschaft. Ishii bestritt 15 Länderspiele.

## Errungene Titel
- Japan Soccer League: 1976, 1985/86
- Kaiserpokal: 1976

## Persönliche Auszeichnungen
- Japan Soccer League Best Eleven: 1976